# Fiji International 1999
Die Fiji International 1999 im Badminton fanden Anfang Oktober 1999 statt.

## Sieger und Platzierte
| Disziplin    | Gold                             | Silber                             | Bronze                        |
| ------------ | -------------------------------- | ---------------------------------- | ----------------------------- |
| Herreneinzel | Murray Hocking                   | Alan Yang                          | Geoffrey Bellingham           |
| Herreneinzel | Murray Hocking                   | Alan Yang                          | Stuart Brehaut                |
| Dameneinzel  | Rayoni Head                      | Kellie Lucas                       | Karyn Whiteside               |
| Dameneinzel  | Rayoni Head                      | Kellie Lucas                       | Rhonda Cator                  |
| Herrendoppel | Peter Blackburn Denis Constantin | Geoffrey Bellingham Daniel Shirley | Boyd Cooper Travis Denney     |
| Herrendoppel | Peter Blackburn Denis Constantin | Geoffrey Bellingham Daniel Shirley | Stuart Brehaut Murray Hocking |
| Damendoppel  | Rhonda Cator Amanda Hardy        | Rayoni Head Kellie Lucas           | Emi Kobayasi Chieko Ooba      |
| Damendoppel  | Rhonda Cator Amanda Hardy        | Rayoni Head Kellie Lucas           | Etsuko Kunasako Kyoko Okamoto |
| Mixed        | Peter Blackburn Rhonda Cator     | Daniel Shirley Tammy Jenkins       | Boyd Cooper Rayoni Head       |
| Mixed        | Peter Blackburn Rhonda Cator     | Daniel Shirley Tammy Jenkins       | Travis Denney Kellie Lucas    |